# Sant'Atanasio a Via Tiburtina (titre cardinalice)
Le titre cardinalice de Sant'Atanasio a Via Tiburtina est érigé par le pape Jean-Paul II le 28 juin 1991 et rattaché à l'église homonyme construite en 1961 dans le quartier romain de Pietralata. 

## Titulaires
- Alexandru Todea (1991-2002)
- Gabriel Zubeir Wako (2003- )